# R.SA
R.SA Sachsen ist ein privates Radioprogramm aus Sachsen.

## Geschichte
Ursprünglich geht der Sender auf den am 1. April 1995 von TechniSat gestarteten Radiosender Radioropa Infowelle Sachsen zurück, aus jenem im Jahr 1998 Radioropa oldie.fm wurde. Bereits ein Jahr später verkaufte TechniSat seine Anteile an Radio PSR, welche die Landesfunk Sachsen GmbH gründete. Im Zuge dessen legte man am 1. April 1999 den Namen Radioropa ab. Das nun nur noch Oldie.fm genannte Programm war nun der dritte landesweite private Hörfunksender Sachsens und bekam durch die zuständige Landesmedienanstalt entsprechende Frequenzen zugeteilt.
Seit 2003 sendet das Programm unter dem Namen R.SA. Mit dem neuen Titel: „Sachsens neues Musikradio“ startete der Sender, der kurz darauf durch den Zusatz „Mit Böttcher & Fischer“ ersetzt wurde.
Am 12. Mai 2017 gab der Sender das Ende der Zusammenarbeit mit Thomas Böttcher bekannt, wodurch auch der Zusatz „Mit Böttcher & Fischer“ gestrichen wurde. Ab dem 4. Januar 2021 moderierten Wolfgang Lippert und Jürgen Karney anstelle von „Böttcher & Fischer“ das Radio R.SA-Frühstücksradio. Zu Anfang Januar 2022 hat Wolfgang Lippert seine Moderation im R.SA Frühstücksradio planmäßig beendet. Danach moderierten Jürgen Karney und Daniel "Neumi" Neumann das R.SA Frühstücksradio. Seit 2024 moderieren Daniel Neumann und Doro Hildebrand montags bis freitags von 05:00 bis 11:00 Uhr die Morgenshow Die R.SA Muntermacher. Ein weiterer überregional bekannter Moderator ist Lutz Stolberg, der bei R.SA die „Mister Music Show“ mit Hintergrundinformationen zu Ereignissen der Musikgeschichte und den von ihm vorgestellten Songs moderiert.

## Höreranteil
In der Durchschnittsstunde hören 65.000 Menschen R.SA.

## Programm
Das 24-stündige Vollprogramm bietet in erster Linie eine Musikauswahl für Erwachsene jenseits der 30. Der Sender bietet neben diversen Musiksendungen stündliche Regionalnachrichten und eine Sportberichterstattung.

### Automatisierung
Teile des Programms werden automatisiert. So wird in den Nachtstunden, im Regelfall ab 0:00 Uhr, per Automation gesendet. Verkehrs- und Wetterdienst entfallen meist. Die Nachrichten und Moderationen werden vorher aufgezeichnet und stammen zumeist aus dem zur Senderkette Regiocast gehörenden Radiozentrum in Kiel.

## Lizenznehmer und Regionalpartner
R.SA teilt sich in Leipzig mit mephisto 97.6, dem Lokalradio der Universität Leipzig, die Frequenz 97,6 MHz.
mephisto 97.6 sendet montags bis freitags jeweils von 10:00 bis 12:00 und von 18:00 bis 20:00 Uhr.
Eine weitere Regionalisierung findet auf der Erzgebirgsfrequenz 107,7 MHz (Fichtelberg) statt. Wochentags von 16:00 bis 20:00 Uhr und an Wochenenden bereits ab 15:00 Uhr sendet hier das Lokalprogramm Radio Erzgebirge 107,7 aus Oberwiesenthal. Dieses darf jedoch nicht mit dem auf 107,2 MHz sendenden Radio Erzgebirge aus Annaberg-Buchholz verwechselt werden, welches zum Sachsen Funkpaket gehört.

## Erprobung im DAB+-Standard
Durch digital-terrestrische Verbreitung soll die flächendeckende Versorgung erprobt werden. Bis zu 42 CU der Übertragungskapazität D_SN_DAB_00209 (Block 9A) werden für 18 Monate zur Erprobung der sachsenweiten digital-terrestrischen Verbreitung des Programms R.SA zugewiesen. Die DAB+-Verbreitung begann am 15. Februar 2016 und dauert bis heute an.
Am 3. April 2023 starteten in Sachsen drei regionale DAB+-Multiplexe in den Großräumen Leipzig, Dresden und Chemnitz unter anderem mit R.SA. Damit endete die Verbreitung im Block 9A.